# Бегинаж святого Алексиса
Бегинаж святого Алексиса (нидерл. Sint-Alexiusbegijnhof) — бегинаж, расположенный в бельгийском городе Дендермонде. Появился в 1288 году, в настоящее время представляет собой комплекс из 61 дома, которые расположены вокруг трапециевидного внутреннего двора.
В течение нескольких лет в бегинаже проводились музыкальные фестивали, изначально организованные для сбора средств на реставрацию монастыря.

## История
Появление бегинок в Дендермонде относят примерно к 1260—1272 году. В 1288 году большинство из них переезжает на новую территорию, обнесённую стеной. В 1578 году в городе вспыхнуло восстание иконоборцев, которые разграбили и сожгли церковь бегинажа.
После 1584 года началось восстановление бегинажа. Пик расцвета пришёлся на 1691 год, когда в нём находилось 250 бегинок. После этого началось медленное угасание. После Великой французской революции бегинаж был преобразован в светский хоспис, в 1866 году территория была продана городским советом Фредерику Шарлю, барону Гента, который предоставил её в аренду бегинкам.
Во второй четверти XIX века проведена масштабная реконструкция, но с 1866 года бегинки более не могли содержать свои дома, и началось их стремительное ветшание. В 1914 году церковь была разрушена и заменена на современную в 1927—1928 годах. В 1942 году бегинаж получил охранный статус. Последняя бегинка умерла в 1975 году, и бегинаж прекратил своё существование.
В том же году власти предприняли шаги по сохранению памятника. Была проведена реставрация, заменены крыши и внутренние системы домов, многие из которых были построены в 1604—1610 годах. В 1980 году основан мемориальный музей бегинажа.  В 1998 году вместе с другими фламандскими бегинажами он был включён в список Всемирного наследия ЮНЕСКО.